# Campeonato Nacional de Rodeo de 1951
El Campeonato Nacional de Rodeo de 1951 fue la tercera versión del Campeonato Nacional de Rodeo, que es el campeonato más importante del rodeo chileno, deporte nacional de Chile. Esta vez este campeonato, conocido en esos tiempos como "Champion de los champions", se volvió a disputar en la ciudad de Rancagua debido a la popularidad del rodeo en esa urbe, los días 17, 18 y 19 de marzo de 1951.

Bustamante y Ríos fueron los campeones en "Prestigio" y "Pichanguero". Con ellos volvió a las medialunas el corral "Las Camelias" de la comunidad Darío Pavez Gaete.

En esta oportunidad los ganadores de la Serie Campeones fueron los jinetes del corral Las Camelias Manuel Bustamante y Arturo Ríos, quienes montaron a Prestigio y Pichanguero y obtuvieron un total de 21 puntos, todo un récord para la época (los puntajes anteriores fueron de 15 y 16 puntos en 1949 y 1950 respectivamente). El segundo lugar fue para Baltasar Puig y Fernando Barra en Trasnochadora y Cobradora con 18 puntos y el tercer lugar para Belarmino Ormeño y René Urzúa en Chacarerita y Volantina con 17 puntos. René Urzúa ya se inscribía como unos de los mejores jinetes de Chile, esta fue la segunda vez que logró un tercer lugar y posteriormente ganó los campeonatos nacionales de 1952, 1953 y 1957, siendo el mejor jinete de Chile hasta la aparición de Abelino Mora un par de años más tarde, y de Ramón Cardemil en diez años más.

## Resultados

### Serie de campeones
| Champion 1951 | Champion 1951                    | Champion 1951                 | Champion 1951 |
| ------------- | -------------------------------- | ----------------------------- | ------------- |
| Lugar         | Jinetes                          | Caballos                      | Puntaje       |
| 1º            | Manuel Bustamante y Antonio Ríos | "Prestigio" y "Pichanguero"   | 21            |
| 2º            | Baltasar Puig y Fernando Barra   | "Trasnochadora" y "Cobradora" | 18            |
| 3º            | Belarmino Ormeño y René Urzúa    | "Chacarerita" y "Volantina"   | 17            |
| 4º            | Belarmino Ormeño y René Urzúa    | "Volteadora" y "Guindalera"   | 16            |
| 5º            | Mamerto Cepeda                   | "Rodeo" y "Caravana"          | 14            |